# Nationale Verteidigungsuniversität Malaysia

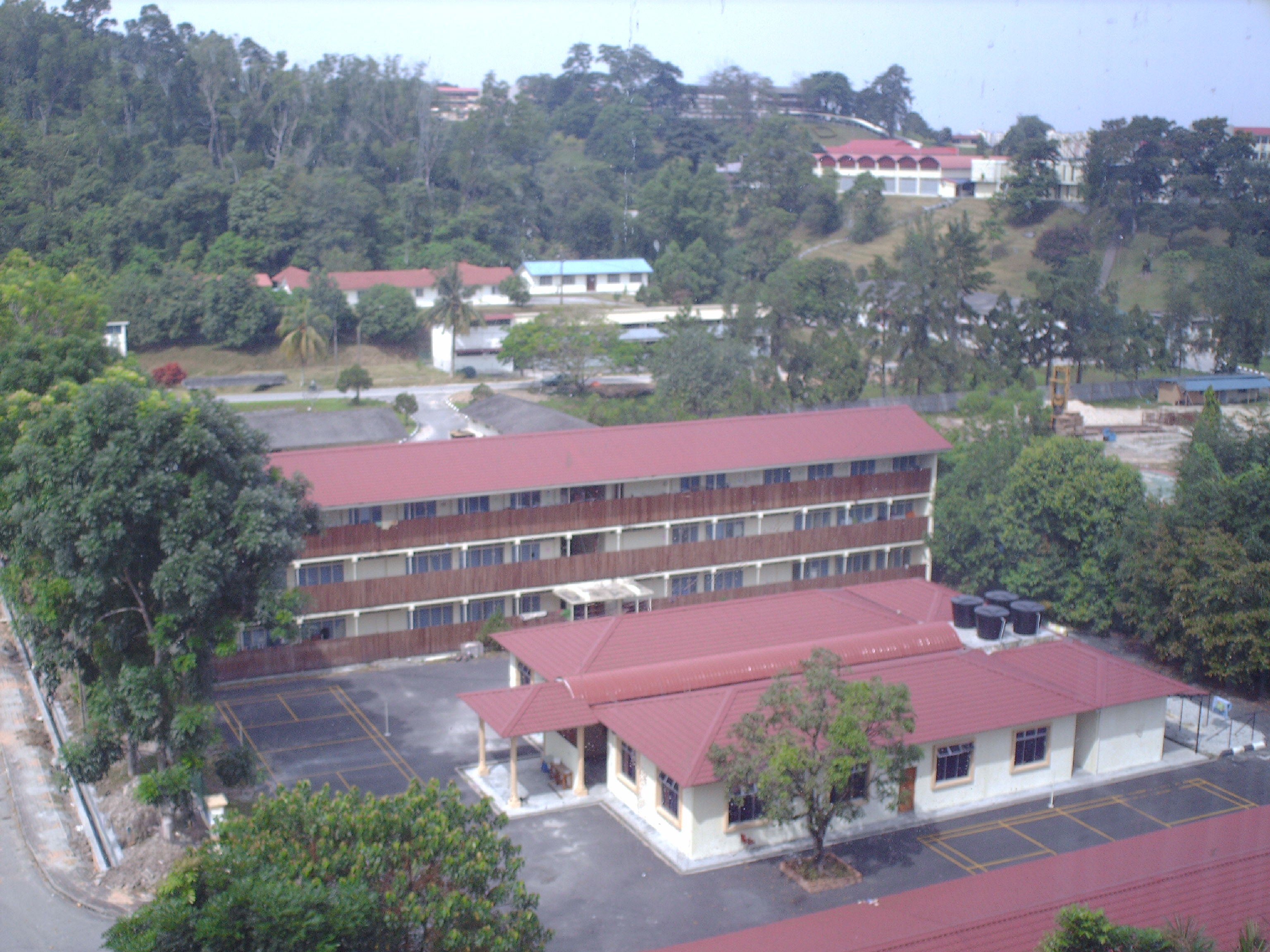
Ansicht des Campus

Die Nationale Verteidigungsuniversität Malaysia (mal. Universiti Pertahanan Nasional, engl. National Defence University of Malaysia) (UPNM) ist die Ausbildungsstätte für Offiziere der Streitkräfte Malaysias. Die in Kuala Lumpur beheimatete Hochschule ist Offizierschule und Universität zugleich und bildet Offizieranwärter der malaiischen Streitkräfte und zivile Studenten aus, die eine akademische und militärische Ausbildung erhalten.

## Geschichte
1995 wurde die Malaysian Armed Forces Academy (mal. Akademi Tentera Malaysia) gegründet. Sie war die einzige Ausbildungsstätte im Land, an der Offiziersanwärter ihre militärische und akademische Ausbildung zum Bachelor of Science erhielten. Die akademische Ausbildung wurde in Zusammenarbeit mit der Technischen Universität Malaysia durchgeführt, welche die Kurse durchführte und den akademischen Grad verlieh. Im Jahre 2006 erhielt die Militärakademie den Status einer Universität und ein eigenständiges akademisches Programm bis zum Doctor of Philosophy. Zudem nahm die Universität ab 2007 zivile Studenten auf.

## Organisation
Die Hochschulleitung besteht aus dem Chancellor, mehreren Pro-Chancellors, dem Vice-Chancellor, dem Schatzmeister und dem Leiter der Matrikulation. Der Chancellor und die drei Pro-Chancellors sind Ehrenämter und werden durch bekannte Persönlichkeiten besetzt, während das hauptamtliche Management der Universität durch den Vice-Chancellor, einem Offizier, geleitet wird. Die gesamte Hochschulleitung wird durch ein Board of Directors beaufsichtigt. Die Universität gliedert sich in folgende Fakultäten:
- Defence Foundation Centre
- Faculty of Medicine and Defence Health
- Defence Sciences and Technology Faculty
- Faculty of Defence and Management Studies
- Language Centre

## Militärische Ausbildung

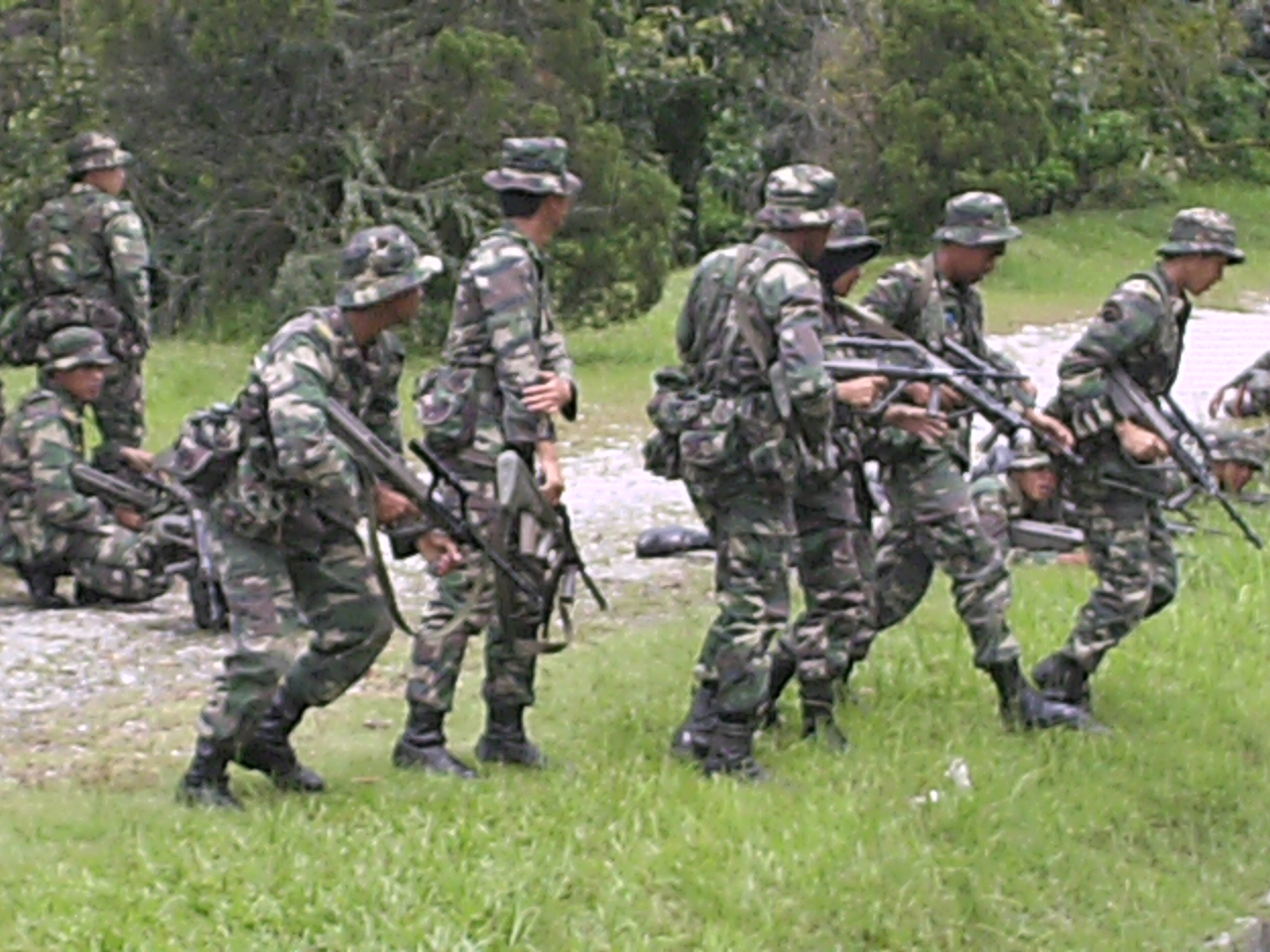
Offizieranwärter bei der Ausbildung

Die militärische Ausbildung der Offizieranwärter findet in der Military Training Academy der Universität statt. Für zivile Studenten, die gleichzeitig Reserveoffizieranwärter sind, wird eine vergleichbare Ausbildung durchgeführt. Mit einem akademischen Abschluss der Universität erhalten diese das Patent als Reserveoffizier in den malaiischen Streitkräften.